# Баскунші
Баскунші́ (каз. Басқұншы) — село у складі Панфіловського району Жетисуської області Казахстану. Адміністративний центр Баскунчинського сільського округу.
У радянські часи село називалось Баскунчі.
Населення — 1922 особи (2021; 1725 у 2009, 1969 у 1999, 1798 у 1989).